# Mehanizam reakcije
U hemiji, mehanizam reakcije je korak po korak sekvenca elementarnih reakcija putem kojih se odvija sveukupna hemijska promena.
Hemijski mehanizam je teoretska pretpostavku koja pokušava da detaljno opiše šta se dešava u svakom koraku sveukupne hemijske reakcije. Detaljni koraci reakcije nisu uočljivi u većini slučajeva. Pretpostavljeni mehanizam je izabran zato što je termodinamski izvodljiv, i ima eksperimentalnu podršku u vidu izolovanih intermedijera (pogledajte sledeću sekciju) ili drugih kvantitativnih ili kvalitativnih karakteristika reakcije. On isto tako opisuje svaki reaktivni intermedijar, aktivirani kompleks, i prelazno stanje, navodi koje se veze razlažu (i u kojem redosledu), i koje se veze formiraju (i u kom redosledu). Kompletni mehanizam mora isto tako da objasni razlog za korištenje datih reaktanata i katalizatora, uočenu stereohemiju u reaktantima i produktima, sve formirane produkte i količinu svakog. 
Elektronski metod se često koristi za ilustrovanje reakcionog mehanizma; na primer, pogledajte ilustraciju mehanizma za benzoinsku kondenzaciju u sledećim primerima. Reakcioni mehanizam mora isto tako da uzme u obzir redosled u kome molekuli reaguju. Često je ono što izgleda kao jednostepna konverzija zapravo višestepena reakcija.

## Reakcioni intermedijeri
Reakcioni intermedijeri su hemijske vrste, često nestabilne i kratko živuće (mada se ponekad mogu izolovati), koje nisu reaktanti ili produkti sveukupne hemijske reakcije, već su privremeni produkti i/ili reaktanti u koracima reakcionog mehanizma. Reakcioni intermedijeri su često slobodni radikali ili joni. 
Kinetika (relativne brzine reakcionih koraka i jednačina brzine sveukupne reakcije) se objašnjavaju putem energije neophodne za konverziju reaktanata do predloženih prelaznih stanja (molekularnih stanja koja korespondiraju maksimumima na reakcionim koordinatama, i sedlastim tačkama na površini potencijalne energije reakcije). 

## Hemijska kinetika
Informacija o mehanizmu reakcije se često dobija pomoću hemijske kinetike kojom se utvrđuje jednačina brzine i red reakcije.
Sledeća reakcija može da posluži kao primer:
U ovom slučaju, eksperimentalno je utvrđeno da se ova reakcija odvija u skladu sa jednačinom brzine {\displaystyle r=k[NO_{2}]^{2}}. Ova forma sugeriše da je korak koji određuje brzinu reakcija između dva NO2 molekula. Mogući mehanizam sveukupne reakcije koji objašnjava zakon brzine je:
 (sporo)
 (brzo)
Svaki korak se naziva elementarnim stupnjem, i svaki ima svoju sopstvenu jednačinu brzine u molekularnost. Zbir elementarnih koraka je jednak ukupnoj reakciji. (Drugim rečima, ako se ponište svi molekuli koji se javljaju na obe strane reakcija, preostaje originalna reakcija.)
Pri određivanju sveukupne jednačine brzine reakcije, najsporiji korak je korak koji određuje brzinu reakcije. Pošto je prvi korak (u gornjoj reakciji) najsporiji korak, to je korak koji određuje brzinu. Taj korak obuhvata koliziju dva NO2 molekula, te je stoga to bimolekularna reakcija sa zakonom brzine {\displaystyle r=k[NO_{2}]^{2}}.
Druge reakcije mogu da imaju mehanizme sa nekoliko konsekutivnih koraka. U organskoj hemiji, reakcioni mehanizam za benzoinsku kondenzaciju, koji je predložio A. J. Lapvurt 1903. godine, bio je jedan od prvih predloženih reakcionih mehanizama.
Lančana reakcija je primer komplesnog mehanizma, u kome propagacioni koraci formiraju zatrovren ciklus.

## Drugi eksperimentalni metodi za određivanje mehanizma
Dizajnirani su mnogi eksperimenti iz kojih se mogu izvući zaključci o mogućim koracima reakcionog mehanizma, uključujući:
- merenje uticaja temperature (Arenijusova jednačina) radi određivanja energije aktivacije[4]
- spektroskopske opservacije reakcionih intermedijera
- determinacija stereohemije produkata, na primer u reakcijama nukleofilne supstitucije[5]
- merenje efekta izotopne supstitucije na brzinu reakcije[6]
- za reakcije u rastvoru, merenje uticaja pritiska na brzinu reakcije radi određivanja promene zapremine pri formiranju aktiviranog kompleksa[7][8]
- za reakcije jona u rastvoru, merenje uticaja jonske jačine na brzinu reakcije[9][10]
- direktne opservacije aktiviranog kompleksa putem spektroskopije s pumpnom sondom[11]
- infracrvena hemiluminescencija za detektovanje vibracionog pobuđivanja u produktima[12][13]
- elektrosprajna jonizaciona masena spektrometrija.[14]
- eksperimenti ukrštanja.[15]

## Teoretsko modelovanje
Korektan reakcioni mehanizam je važan deo preciznog prediktivnog modelovanja. Za mnoge sisteme sagorevanja i plazme, detaljni mehanizmi nisu dostupni ili je neophodan dalji razvoj.
Čak i kad su informacije dostupne, identifikacija i prikupljanje relevantnih podataka iz raznih izvora, usklađivanje diskrepantnih vrednosti i njihovo ekstrapoliranje na različite uslove može da bude težak proces bez stručne pomoći. Konstante brzine ili termohemijski podaci često nisu dostupni u literaturi, i stoga je neophodn da se koriste tehnike računarske hemije ili grupno aditivni metodi da bi se došlo do neophodnih parametara.
Metodi računarske hemije se isto tako mogu koristiti za proračun površina potencijalne energije date reakcije ili za određivanje mogućih mehanizama.

## Molekularnost
Molekularnost u hemiji je broj molekularnih entiteta koji se sudaraju u pojedinačnom reakcionom koraku, i jednak je sumi stehiometrijskih koeficijenata reaktanata u elementarnoj reakciji. U zavisnosti od toga koliko molekula reaguje, reakcije mogu da budu
- Reakcioni korak koji obuhvata jedan molekularni entitet je unimolekularan.
- Reakcioni korak koji obuhvata dva molekularna entiteta je bimolekularan.
- Reakcioni korak koji obuhvata tri molekularna entiteta je termolekularan.

U opštem slučaju, reakcioni koraci koji obuhvataju više od tri molekularna entiteta se ne javljaju, pošto postoji neznatna statistička verovatnoća u smislu Maksvelove distribucije da se formiraju takva prelazna stanja.

### Unimolekularne reakcije
U unimolekularnoj reakciji, pojedinačni molekul rearanžira atome formirajući različite molekule. Ovo je ilustrovano jednačinom
{\displaystyle {\ce {A -> P}}},
gde P označava produkat (produkte). Ova reakcija ili reakcioni korak je izomerizacija ako postoji samo jedan molekul produkta, ili disocijacija ako postoji više od jednog molekula produkta.
U oba slučaja, brzina reakcije ili koraka je opisana zakonom brzine prvog reda
{\displaystyle {\frac {d\left[{\ce {A}}\right]}{dt}}=-k_{r}\left[{\ce {A}}\right]\,}
gde je [A] koncentracija reaktanta A, t je vreme, i  je konstanta brzine hemijske reakcije.
Kao što se može zaključiti iz jednačine zakona brzine, broj molekula A koji se razlaže proporcionalan je broju dostupnih molekula A. Primer unimolekularne reakcije je izomerizacija ciklopropana u propen:
Unimolekularne reakcije se mogu objasniti putem Lindeman-Hinšelvudovog mehanizma.

### Bimolekularne reakcije
U bimolekularnoj reakciji, dva molekula se sudaraju i razmenjuju energiju, atoma ili grupa atoma.
To se može opisati jednačinom
{\displaystyle {\ce {A + B -> P}}}
koja korespondira zakonu brzine drugog reda: {\displaystyle {\frac {d[{\ce {A}}]}{dt}}=-k_{r}{\ce {[A][B]}}}.
Ovde je brzina reakcije proporcionalna brzini kojom se reaktanti dolaze u kontakt. Primer bimolekularne reakcije je nukleofilna supstitucija tipa SN2 metil bromida hidroksidnim jonom:
{\displaystyle {\ce {CH3Br + OH^- -> CH3OH + Br^-}}}

### Trimolekularne reakcije
Trimolekularne (ili termolekularne) reakcije u rastvoru ili gasnim smešama obuhvataju tri molekula reaktanta koji se simultaneno sudaraju. Međutim termin trimolekularni se isto tako koristi za reakcije asociranja tri tela tipa
{\displaystyle {\ce {A + B ->[{\ce {M}}] C}}}
gde M iznad strelice označava da je radi konzervacije energija i impulsa potrebna druga reakcija sa trećim telom. Nakon inicijalnog bimolekularnog sudaranja A i B nastaje energetski pobuđen reakcioni intermedijar, koji se zatim sudara sa M telom, u drugoj bimolekularnoj reakciji, prenoseći višak energije na njega.
Ova reakcija se može objasniti kao dve konsekutivne reakcije:
{\displaystyle {\ce {A + B -> AB}}^{*}}
{\displaystyle {\ce {AB}}^{*}{\ce {+ M -> C + M}}}
Ove reakcije često imaju regione zavisnosti pritiska i temperature na prelazu između kinetike drugog i trećeg reda.
Katalitičke reakcije su često trikomponentne, ali u praksi se prvo formira kompleks polaznih materija i korak koji određuje brzinu reakcije je pretvaranje tog kompleksa u proizvode, a ne slučajni sudar dva reaktanta i katalizatora. Na primer, pri hidrogenaciji metalnim katalizatorom molekulski dihidrogen se najpre disocira na površini metala u atome vodonika koji su vezani za površinu, a ti monatomski vodonici reaguju sa početnim materijalom, takođe prethodno adsorbovanim na površini.
Reakcije više molekularnosti nisu uočene zbog vrlo male verovatnoće istovremene interakcije između 4 ili više molekula.

## Literatura
- Atkins, Peter; de Paula, J (2006). Physical Chemistry (8th изд.). W.H. Freeman. ISBN 978-0-7167-8759-4.
- Laidler, Keith J.; Meiser, J.H. (1982). Physical Chemistry. Benjamin/Cummings. ISBN 978-0-8053-5682-3.
- Espenson, James H. (2003). „Deduction of Reaction Mechanisms”. Chemical Kinetics and Reaction Mechanisms (2nd изд.). McGraw-Hill. ISBN 978-0-07-288362-6.
- L.G. Wade. (2010). Organic Chemistry (7th изд.).
- Laszlo Kurti, Barbara Czako (2005). Strategic Applications of Named Reactions in Organic Synthesis. Academic Press. ISBN 0-12-429785-4.)
- J. Clayden, N. Greeves & S. Warren "Organic Chemistry" (Oxford University Press, 2012)
- Robert T. Morrison, Robert N. Boyd, and Robert K. Boyd. (1992). Organic Chemistry (6th изд.). Benjamin Cummings..
- Alan R. Katritzky; Meth-Cohn, Otto; Charles Rees, ур. (1995). Comprehensive Organic Functional Group Transformations. 3 (1st изд.). Oxford: Pergamon Press. стр. 90. ISBN 0080423248.

## Spoljašnje veze
- -author= -